# 腓特烈·卡爾 (施瓦茨堡-魯多爾施塔特)
腓特烈·卡爾（德語：Friedrich Karl，1736年6月7日—1793年4月13日），施瓦茨堡-魯多爾施塔特親王，1790年至1793年在位。

## 家庭
1763年，腓特烈·卡爾和堂伯父約翰·腓特烈的女兒弗蕾德里克（Friederike）結婚，兩人共有2子2女：
1. 路德維希·腓特烈（1767年—1807年），施瓦茨堡-魯多爾施塔特親王
2. 卡爾·金特（1771年—1825年），金特·維克多的祖父
3. 卡羅琳（1774年—1854年），與金特·腓特烈·卡爾一世結婚
4. 路易絲（1775年—1808年），與恩斯特·康斯坦丁結婚